# Agencja Solidarność
Agencja Solidarność, formalnie: Agencja Prasowa Solidarność, potocznie: AS – niezależna agencja prasowa przy Regionie Mazowsze NSZZ Solidarność. Działała od lutego do grudnia 1981. Powołana została decyzją zjazdu prasy związkowej, według różnych źródeł – w grudniu 1980 lub 24–25 stycznia 1981. Na prośbę zjazdu Agencję formalnie powołał do życia szef Regionu Mazowsze Zbigniew Bujak, który oddał też do jej dyspozycji namiastkę biura – jedno biurko na korytarzu ówczesnej siedziby Międzyzakładowego Komitetu Założycielskiego Regionu Mazowsze przy ul. Szpitalnej w Warszawie. Trzon redakcji stanowić miały osoby oddelegowane przez redakcje pism biorących udział w zjeździe, głównie Robotnika (Helena Łuczywo, Ludwika Wujec), Biuletynu Informacyjnego KSS KOR (Joanna Szczęsna, Seweryn Blumsztajn) i NTO (Wojciech Kamiński).
Agencja początkowo wydawała cotygodniowy, kilkudziesięciostronicowy, drukowany na offsecie biuletyn w formacie A4, w nakładzie ok. 1500 egz., poświęcony ważniejszym wydarzeniom w NSZZ Solidarność i w kraju. Pierwszy numer ukazał się na początku lutego, ostatni – 58. – tuż przed 13 grudnia. Latem 1981 AS rozpoczęła także wydawanie codziennego serwisu teleksowego, czyli skrótu najważniejszych informacji, który rozsyłany był teleksami do kilkuset odbiorców – redakcji pism związkowych, zarządów regionów, a także wielu komisji zakładowych Solidarności.
Agencja świadomie zrezygnowała z części niezależności zawierając w marcu 1981 ustne porozumienie z rzecznikiem Krajowej Komisji Porozumiewawczej (był nim wówczas Karol Modzelewski). Na mocy porozumienia dziennikarze AS-a mogli obserwować obrady KKP praktycznie bez ograniczeń, ale gdy przedmiotem obrad było np. ustalenie strategii negocjacji z rządem, ta część relacji musiała być uzgadniania z rzecznikiem. Obyczaj ten przetrwał, gdy w kwietniu 1981, po rezygnacji Modzelewskiego, rzecznikiem KKP został Janusz Onyszkiewicz.
W kwietniu 1981 AS-owi przybył konkurent: w Gdańsku powołane zostało do życia Biuro Informacji Prasowej NSZZ Solidarność, zwane też BIPS. Zostało afiliowane przy KKP, co budziło w związku nieco wątpliwości. Będąc oficjalną związkową agencją prasową, BIPS podlegało bowiem bezpośrednio przewodniczącemu NSZZ Solidarność Lechowi Wałęsie. Zapewniało też obsługę prasową posiedzeń KKP czy zjazdów Solidarności, między innymi decydowało o przydziale akredytacji. Cicha rywalizacja AS-a z BIPS-em trwała do końca I etapu legalnego istnienia NSZZ Solidarność.